# Service de police de Calgary
Le Service de police de Calgary (en anglais : Calgary Police Service), créé en 1885, est le corps de police municipale de la ville canadienne de Calgary, en Alberta.

## Organisation

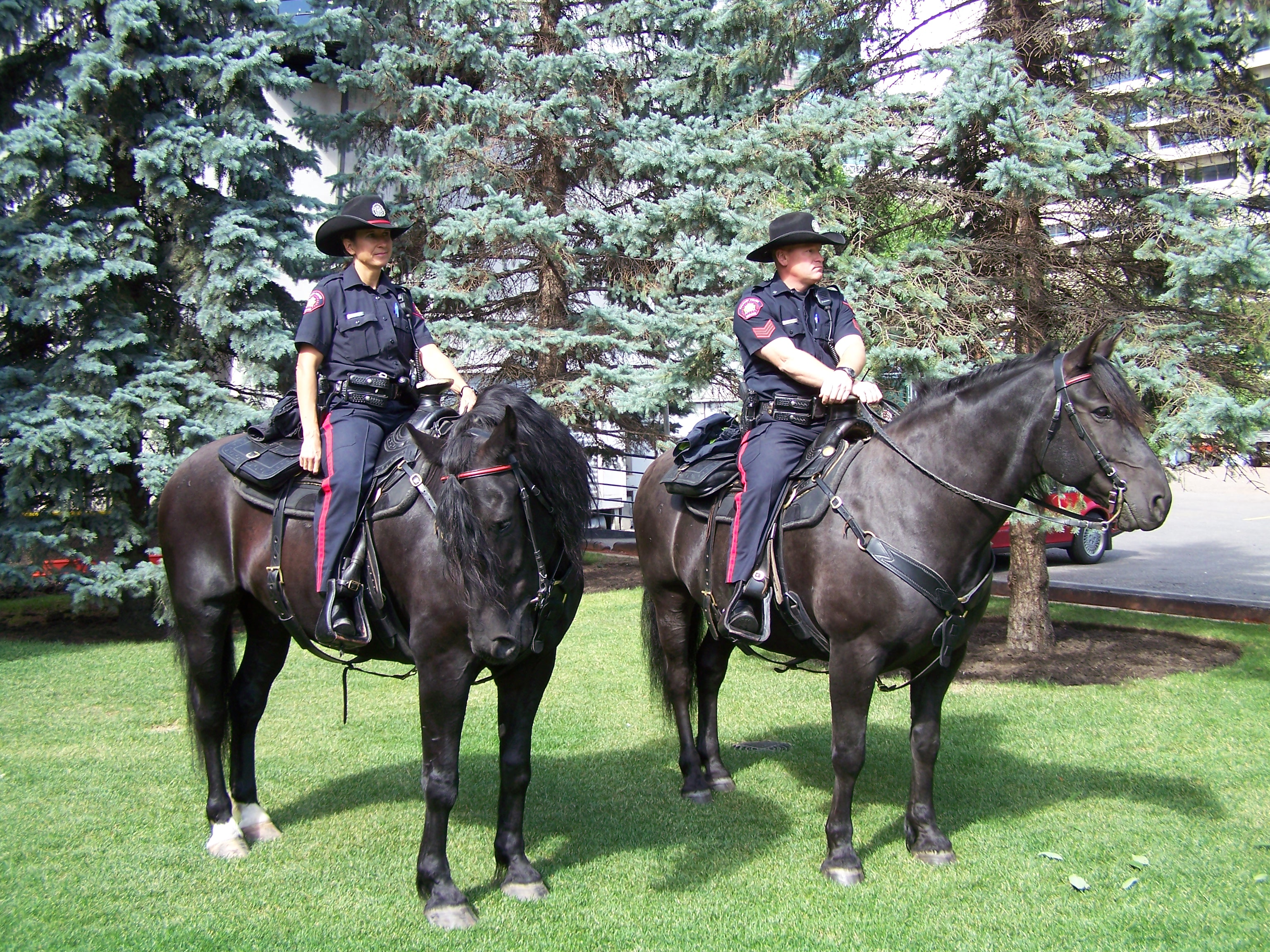
Membres de l'unité à cheval du service de police de Calgary en poste à l'Olympic Plaza

La force est fondée le 7 février 1885. Son premier chef était Jack Ingram, qui supervisait deux agents de police. Christine Silverberg est la première femme chef de police au Canada. Le chef actuel est Mark Neufeld. 
Le corps de police est divisé en plusieurs sections : 
- Opérations criminelles
- Crimes majeurs
- Contrôle du crime organisé
- Support d'enquête
- Audit des opérations
- Normes professionnelles
- Centre d'opérations en temps réel
- Soutien
- Services communautaires et jeunesse
- Liaison communautaire
- Services de circulation
- Administration
- Finances
- Ressources humaines
- Section des technologies de l'information et de la communication
- Centre d'apprentissage chef Crowfoot
- Moyens, véhicules et infrastructures.

En 1993, à la suite du décès de l’agent Rick Sonnenberg, une unité de surveillance aérienne par hélicoptère pour la sécurité publique (unité HAWCS) a été créée. Le service de police de Calgary est devenu le premier organisme des forces de l'ordre au Canada à incorporer le soutien aérien dans ses opérations de routine. En 2006, l’unité est agrandie avec l’achat d’un deuxième hélicoptère. 
Une pénurie régionale de recrues dans la police avait déjà conduit le service de police de Calgary à recruter des agents d'autres forces internationales, notamment du Royaume-Uni. Pour faciliter cela, la citoyenneté canadienne ou le statut de résident permanent n'était pas une condition préalable pour postuler, même si la réussite de la demande dépendait de l'expérience de la police. 
Pour une demande de recrutement actuel en 2019, le service de police de Calgary a rétabli l'exigence d'obtenir la citoyenneté canadienne, le statut d'immigrant reçu ou le statut de résident permanent. 

## Structure de classement
| Rang    | Chef           | Chef deputé    | surveillant général | Inspecteur     | Sergent-major régimentaire | Sergent-chef | Sergent    | Agent supérieur niveau 2 | Agent supérieur niveau 1 | Constable (classes 1 à 5) | Auxiliaire (non assermenté) |
| ------- | -------------- | -------------- | ------------------- | -------------- | -------------------------- | ------------ | ---------- | ------------------------ | ------------------------ | ------------------------- | --------------------------- |
| Insigne | c              |                |                     |                |                            |              |            |                          |                          | Aucun insigne             | Aucun insigne               |
| Insigne | Galon d'épaule | Galon d'épaule | Galon d'épaule      | Galon d'épaule | Patch bras                 | Patch bras   | Patch bras | Patch bras               | Patch bras               | Aucun insigne             | Aucun insigne               |

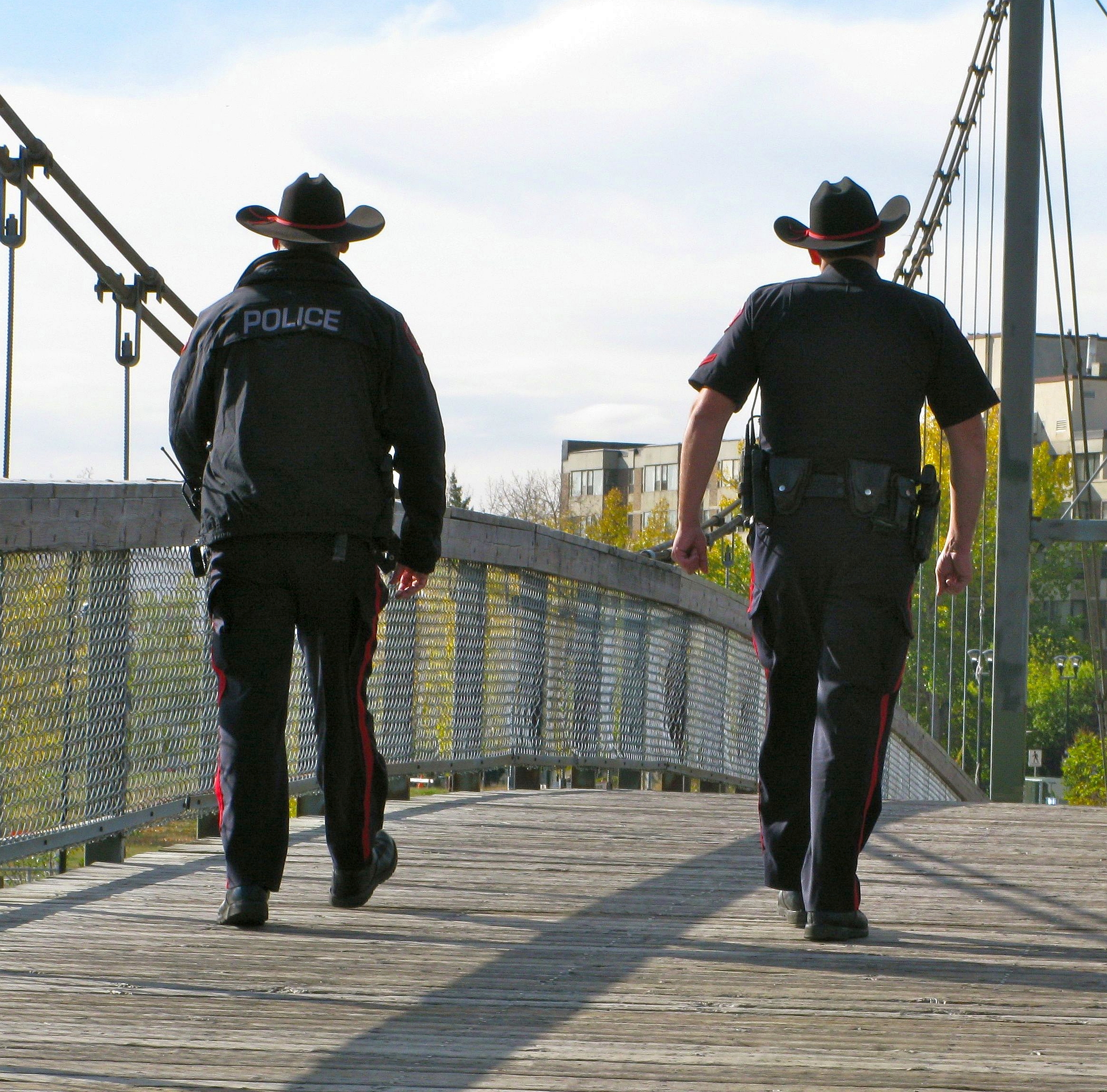
La police de Calgary en patrouille

Le service emploie également des civils comme gardiens de la paix. Ce ne sont pas des policiers et leur autorité est limitée en vertu de lois provinciales. Certains sont en uniforme et exploitent le service de remorquage interne du radar photo et du CPS. D'autres ne portent pas l'uniforme et travaillent dans des tâches administratives comportant des enquêtes limitées. 

## Morts dans l'exercice de leurs fonctions
Depuis sa création, le CPS a perdu onze policiers dans l'exercice de leurs fonctions. 
- 1917 - Agent Arthur Duncan (coups de feu)
- 1933 - Inspecteur Joe Carruthers (coups de feu)
- 1941 - Constable Wilf Cox (collision de motos)
- 1957 - Constable Ken Delmage (collision de motos)
- 1974 - Détective Boyd Davidson (coups de feu)
- 1976 - Sgt du personnel Keith Harrison (coups de feu)
- 1977 - Agent Bill Shelever (coups de feu)
- 1992 - Constable Rob Vanderwiel (coups de feu)
- 1993 - Gendarme Rick Sonnenberg (percuté en tentant d'arrêter un véhicule volé)
- 2000 - Constable John Petropoulos (blessures subies en chute)
- 2001 - Gendarme Darren Beatty (blessures subies lors d'un exercice d'entraînement)

## Flotte

### Patrouille

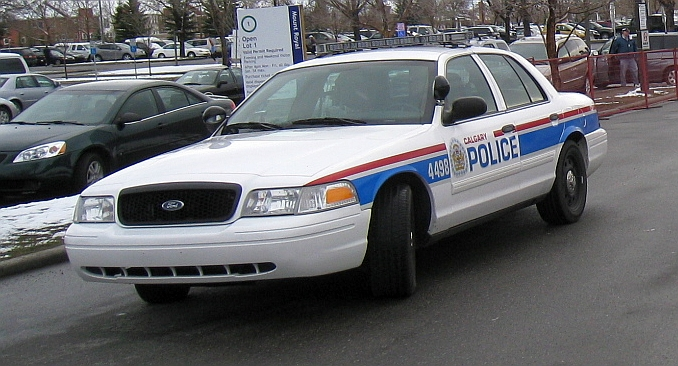
Véhicule de police de Calgary

- Véhicule de police de Calgary  Dodge Charger (LX), Ford Crown Victoria, utilitaire Interceptor Ford Explorer, Ford F-150 et berline Interceptor Ford Taurus, pour officiers de patrouille
- Chevrolet Colorado, Dodge Charger, Ram Pickup, Ford Crown Victoria, Ford Focus, Ford Explorer et Ford F-150 comme unités de circulation non marquées
- Chevrolet Silverado HD et Ford F-350 en unités de camion
- Camionnettes Chevrolet Express, Ford Série E et Ford Transit pour les transports suspects et les patrouilles générales

Les unités non marquées utilisent généralement des roues en acier peint en noir avec des enjoliveurs centraux, à l'exception des Dodge Grand Caravan non marquées et des Dodge Charger 2012, qui sont équipées de jantes en alliage. Les Ford F-150 non marqués ont généralement des racks argentés. Le Ford Explorer non marqué est noir avec des vitres teintées. La Dodge Ram 1500 non identifiée a une boîte à outils dans la caisse du camion. Les véhicules non marqués n’ont jamais d’autocollants de concessionnaire, ils portent un autocollant noir sur la plaque d’immatriculation du parc. 

### Usage tactique et spécial
- Les ensembles police Suburban de Chevrolet, Ford Excursion, Ford F-250 et Mercedes-Benz Sprinter sont des unités non marquées de l'équipe tactique
- Chevrolet Suburban, Ford Crown Victoria et GMC Yukon utilisées pour les officiers K9
- Armet Balkan MK7 utilisé comme véhicule lourdement blindé par l'équipe tactique
- Freightliner M2 106 véhicule du commandement mobile
- Ford Escape, Ford Explorer et Ford F-150, non marqués, pour unités multi-nova avec radar photographique

### Aéronefs, motos et autres véhicules
- Eurocopter EC120B - Unités HAWCS et HAWC2 HAWCS[2]
- MD Helicopters MD 520N - ancienne unité HAWC, n'est plus utilisée
- Le modèle dual sport Suzuki V-Strom 1000 a été ajouté à l'unité moto en 2017[9]
- Harley-Davidson FLHTP pour l'unité moto[1]
- Hummer H2 et H3 pour les relations publiques et le recrutement
- Smart Fortwo pour le programme d'éducation des jeunes.

## Inondation de 2013
En juin 2013, l'Alberta a connu de fortes précipitations qui ont provoqué des inondations catastrophiques dans toute la moitié sud de la province, le long des rivières et des affluents Bow, Elbow, Highwood, Oldman et Red Deer. Vingt-quatre municipalités ont déclaré l'état d'urgence local lorsque le niveau de l'eau a augmenté et de nombreuses communes ont reçu l'ordre d'évacuation. La Gendarmerie royale du Canada a déclaré que quatre personnes pourraient s'être noyées près de High River. Plus de 100 000 personnes ont été déplacées dans toute la région. 
Le compte Twitter de la police de Calgary a été verrouillé lorsqu'il a atteint sa limite quotidienne. 

## Criminalité
La zone de recensement de région métropolitaine de Calgary affichait un indice de gravité de la criminalité de 60,4 en 2013, ce qui est inférieur à la moyenne nationale de 68,7. Au Canada, une légère majorité des autres régions avaient un indice de gravité de la criminalité supérieur à 60,4. Calgary a enregistré le sixième plus grand nombre d'homicides en 2013, avec 24 homicides enregistrés.

## Voir également
- Alberta Law Enforcement Response Teams
- Unité de sécurité intégrée
- Police de Toronto
- Rookie Blue